# Tanja Brühl
Tanja Christina Brühl (* 10. Mai 1969 in Marburg) ist eine deutsche Politologin und ehemalige Professorin für Internationale Institutionen und Friedensprozesse an der Johann Wolfgang Goethe-Universität Frankfurt am Main. Seit dem 1. Oktober 2019 ist sie Präsidentin der Technischen Universität Darmstadt.

## Leben
Brühl studierte Biologie und Sozialkunde auf Lehramt an Gymnasien an der Goethe-Universität und schloss dieses Studium 1994 mit dem Staatsexamen ab. Ihre Examensarbeit wurde später unter dem Titel Der Verlust der biologischen Vielfalt. Ein neues Problem der internationalen Beziehungen veröffentlicht. Anschließend arbeitete sie als wissenschaftliche Mitarbeiterin bei Franz Nuscheler am Lehrstuhl für Vergleichende und Internationale Politik an der Mercator-Universität in Duisburg (heute Universität Duisburg-Essen). Ab 1997 war sie zusätzlich am Institut für Entwicklung und Frieden (ebenfalls in Duisburg) aktiv. Danach übernahm sie ab 1999 eine Stelle als wissenschaftliche Mitarbeiterin bei Volker Rittberger am Lehrstuhl für Internationale Politik an der Eberhard Karls Universität in Tübingen.
Im Jahre 2001 kehrte sie zurück an die Goethe-Universität und wurde wissenschaftliche Mitarbeiterin bei Lothar Brock am Institut für Vergleichende Politikwissenschaft und Internationale Beziehungen. Dort wurde sie im November 2002 mit einer Arbeit zu Nichtregierungsorganisationen als Akteure internationaler Umweltverhandlungen promoviert (Dr. phil.). Im Dezember 2002 übernahm sie die Juniorprofessur für Friedens- und Konfliktforschung. Im Oktober 2007 wird sie zur Professorin für Politikwissenschaft mit dem Schwerpunkt internationale Institutionen und Friedensprozesse berufen.
Im Juni 2008 wurde ihr der mit 15.000 Euro dotierte 1822- und Universitätspreis für exzellente Lehre an der Goethe-Universität verliehen. Im Jahr 2009 folgte der mit 150.000 Euro dotierte Hessische Hochschulpreis für Exzellenz in der Lehre für sie und ihre Arbeitsgruppe.
2010 wurde Tanja Brühl in das Kuratorium der Fridtjof-Nansen-Akademie für politische Bildung im Weiterbildungszentrum Ingelheim berufen.
Am 29. August 2012 wurde Brühl zur Vizepräsidentin der Goethe-Universität Frankfurt am Main gewählt. Sie trat das Amt am 1. Oktober 2012 an und folgte so der Physikerin Roser Valentí nach.
Am 6. März 2019 wurde Brühl zur Präsidentin der TU Darmstadt gewählt. Ihre Amtszeit begann am 1. Oktober 2019. Sie löste damit Hans Jürgen Prömel nach seiner zweiten Amtszeit, sprich zwölfjähriger Präsidentschaft, ab. Die Universitätsversammlung der TU Darmstadt bestätigte Tanja Brühl am 14. Mai 2025 im Amt bis 2031. Als Schwerpunkte für ihre zweite Amtszeit formulierte sie die Vernetzung und Zusammenarbeit in Forschung, Lehre und der Dritten Mission der TUDa im RMU-Verbund, UNITE! und darüber hinaus, sowie jene innerhalb der TU Darmstadt.

## Interessen
Ein zentrales Thema der wissenschaftlichen Arbeiten Tanja Brühls ist die internationale Umweltpolitik; so zum Beispiel ihre Aufsätze Vom Naturschutz zum Ressourcenmanagement. Der Erhalt der biologischen Vielfalt und Von der Grünen zur Genetischen Revolution? Zum Einsatz von Biotechnologien in der Landwirtschaft oder bereits in ihrer Examensarbeit, welche in leicht überarbeiteter Fassung von 1995 unter dem Titel Der Verlust der biologischen Vielfalt. Ein neues Problem in den internationalen Beziehungen vorliegt.
In dieser Schrift beschäftigt sich Brühl mit der Bedeutung des Erhalts der biologischen Vielfalt und entsprechenden politischen Maßnahmen sowie Abkommen und Vereinbarungen auf internationaler Ebene. Hier sieht sie die Notwendigkeit der Etablierung eines globalen Regimes, welches über eine bloß unverbindliche und kooperative Regelung einzelner Staaten hinausgehen müsse. Neben damit verbundenen Problemen wie etwa hohen Kosten, wird auf die unterschiedlichen Interessen der Industrie- und die der Entwicklungsländer verwiesen.
So haben die reicheren Industrieländer laut Brühl „ein Interesse am langfristigen Erhalt der (überwiegend in Entwicklungsländern auftretenden) biologischen Vielfalt“, welches primär ökonomischen Verwertungsvorstellungen zugrunde liege (z. B. im Bereich der Pharmazie), weshalb der Zugang zu den entsprechenden Gebieten allen Staaten zugänglich sein müsse. Die Entwicklungsländer sähen in der Biodiversität wiederum eine standortgebundene, vermarktbare Ressource. Daraus ergäbe sich die Notwendigkeit zur Kooperation von welcher beide Seiten profitieren könnten, was den Industrieländern zur Zeit (wohl aufgrund größerer ökonomischer Sicherheit) besser gelänge. Nichtregierungsorganisationen (NGOs) spielten bei der Identifizierung des Problems der Erhaltung der biologischen Vielfalt und der Schaffung eines damit verbundenen Bewusstseins eine bedeutende Rolle.
Der Sammelband Privatisierung der Weltpolitik, dessen Mit-Herausgeberin Brühl ist (mit Tobias Debiel, Brigitte Hamm, Hartwig Hummel und Jens Martens), beschäftigt sich unter anderem mit den oben genannten (internationalen) Nichtregierungsorganisationen. An dieser Stelle wird auf die zunehmende Bedeutung der nichtstaatlichen Organisationen bei Umweltverhandlungen auf internationaler Ebene verwiesen, welche durch eine umfangreiche Kompetenz, Sachkenntnis und Kontakte auf sich aufmerksam machen. Es werden aber auch auf die bei „prekären“ Themen schnell aufkommenden Grenzen und eventuellen Bedeutungsverluste aufgezeigt, mit welchen diese zu kämpfen haben.

## Schriften (Auswahl)
- Nichtregierungsorganisationen als Akteure internationaler Umweltverhandlungen. Ein Erklärungsmodell auf der Basis der situationsspezifischen Ressourcennachfrage, Frankfurt / New York: Campus, 2003. ISBN 3-593-37353-X.
- Der Verlust der biologischen Vielfalt. Ein neues Problem der internationalen Beziehungen. Mosbach: AFES-PRESS, 1995. ISBN 3-926979-58-5.
- Unternehmen in der Weltpolitik, Dietz, 2004, ISBN 3-8012-0348-4.